# Bivouac de l’Aiguillette à la Singla
Das Bivouac de l’Aiguillette à la Singla auch Singlabiwak ist eine Schutzhütte des Schweizer Alpen-Clubs Sektion Chasseron in den Walliser Alpen im Kanton Wallis in der Schweiz auf einer Höhe von 3176 m ü. M.

## Lage und Betrieb

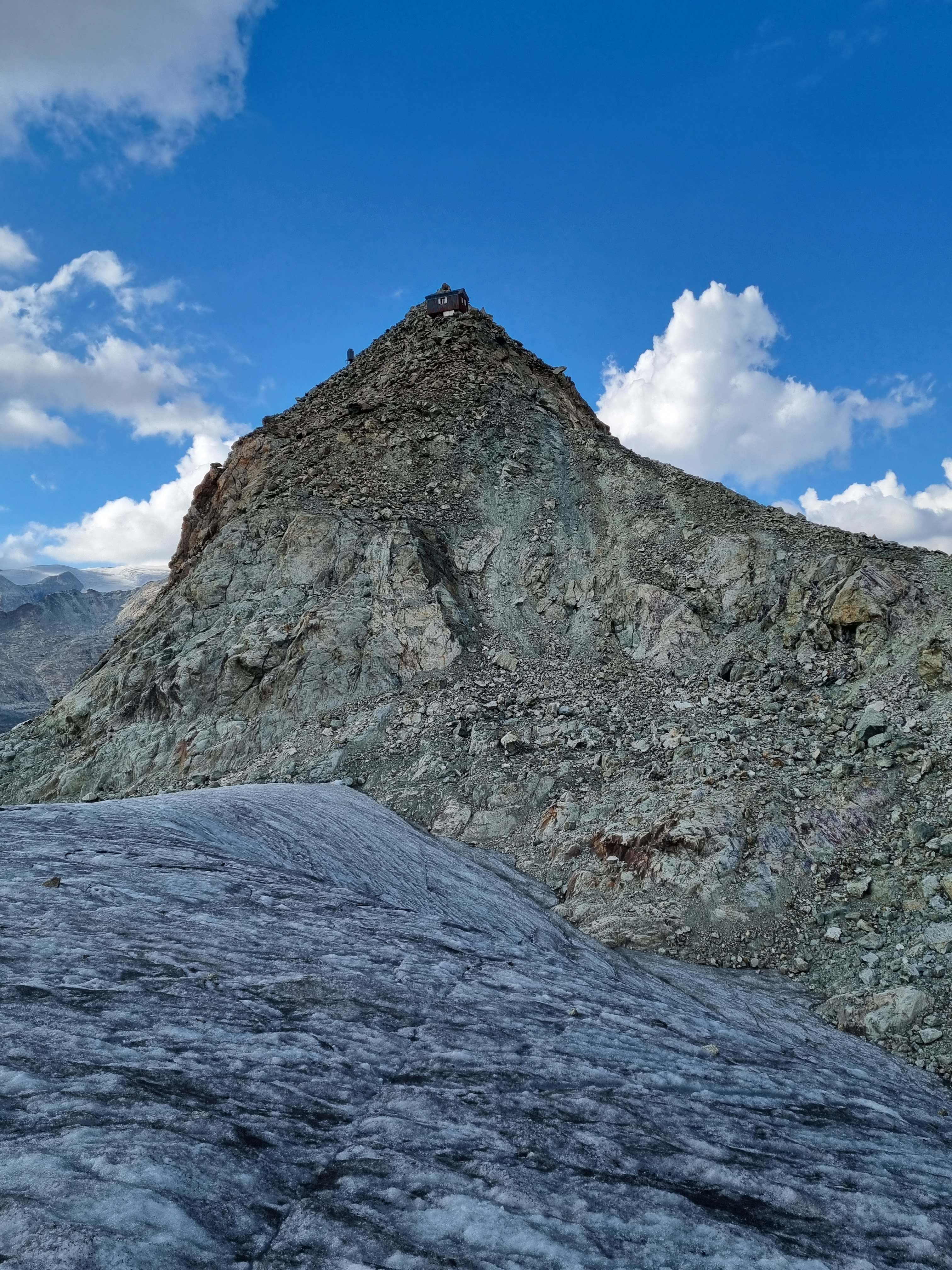
Die L’Aiguillette mit dem Bivouac de l’Aiguillette à la Singla 22 m unter dem Gipfel.

Das Biwak liegt auf 3176 m ü. M., 22 m unterhalb des Gipfels der L’Aiguillete (3198 m ü. M.) und rund 60 m über dem Glacier de l'Aiguillette. Im Norden des Bivouac verläuft der Otemmagletscher und im Osten der Glacier de Blanchen.
Die Unterkunft wird von der Sektion Chasseron des Schweizer Alpen-Clubs betrieben. Das 1970 errichtete Biwak ist unbewartet, mit Kochmöglichkeit, ohne Licht und ohne Mobilnetzempfang. Das Biwak ist eine alternative Unterkunft an der Walliser Haute Route.

## Zustiege
- von der Chanrionhütte (Normalroute) in 3–5 Stunden, 894 Höhenmeter, Schwierigkeitsgrad L.
- von der Vignetteshütte in 2½ Stunden, 365 Höhenmeter, Schwierigkeitsgrad L.

## Tourenmöglichkeiten

### Gipfelziele
- La Singla (3714 m ü. M.)

- Westsporn, 2½ Stunden, ZS
- Nordwestgrat, 3½ Stunden, ZS
- Überschreitung Süd-Nord, 11–12 Stunden, S/5a
- Überschreitung Nord-Süd, 11 Stunden, S/4a

- Pigne d’Arolla (3787 m ü. M.), 6½ Stunden, WS
- Petit Mont Collon (3556 m ü. M.), 3 Stunden, WS
- Aouille Tseuque (3553 m ü. M.), 2 Stunden, L
- Bec de la Sasse (3495 m ü. M.)

- Ostgrat, 1½ Stunden, ZS
- Nordgrat, 3 Stunden, ZS
- Westsporn, 3¼ Stunden, S

- Becque Labié (3462 m ü. M.), 1¼ Stunden, L
- Pointe de Boette (3541 m ü. M.), 2 Stunden, L
- Grand Blanchen (3677 m ü. M.)

- Von West und Nordgrat, 2½ Stunden, WS
- Via Col Est de Blanchen, 2½ Stunden, WS

- Bec d’Epicoune (3531 m ü. M.), 3–4½ Stunden, WS

### Übergänge
- Überschreitung vom Bivouac de l’Aiguillette à la Singla via Grand Blanchen, La Singla, Col d’Oren, Col du Petit Mont Collon, Col de Charmotane in die Cabane des Vignettes in 9½ - 13 Stunden, S
- italienisches Valpelline (Aosta) via Col de Crête Sèche

## Galerie

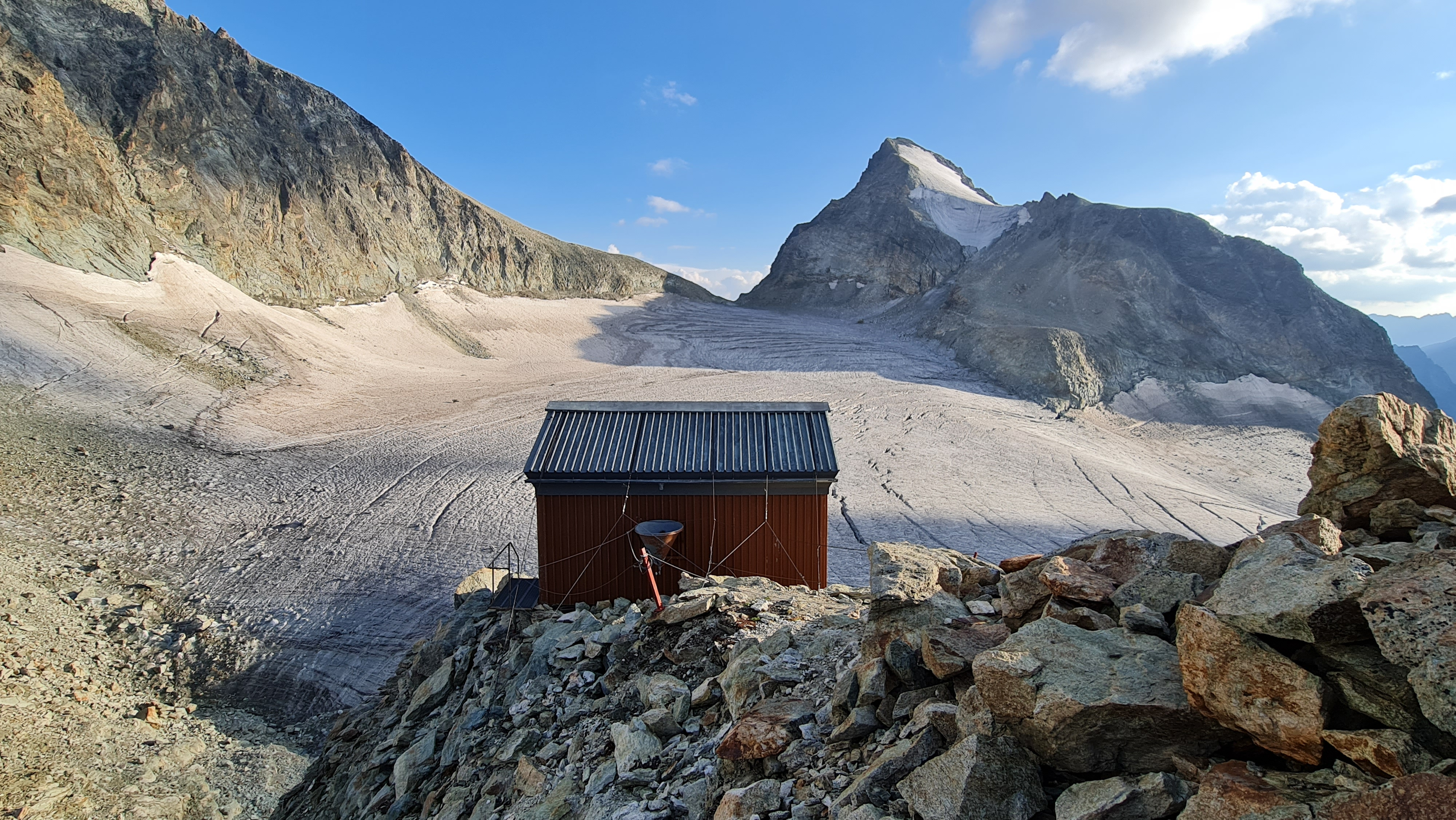
Das Bivouac de l’Aiguillette à la Singla, im Hintergrund der Glacier de l’Aiguillette und die Aouille Tseque.
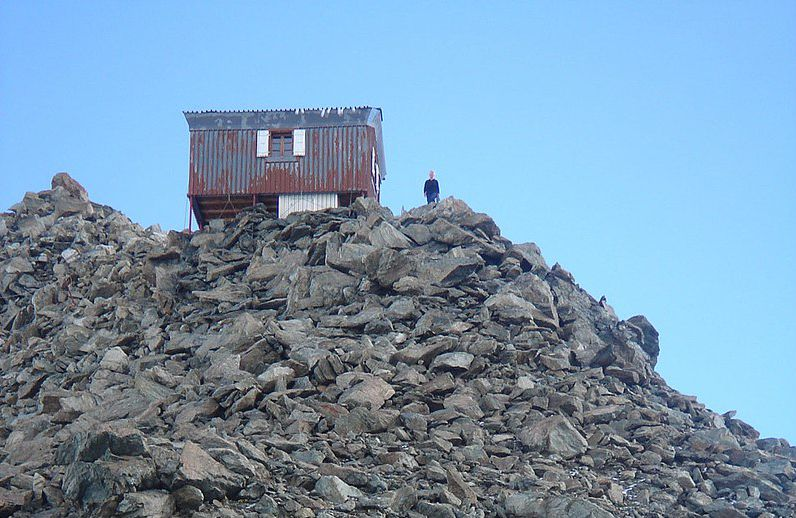
Ein Mensch neben dem Bivouac de l’Aiguillette à la Singla.
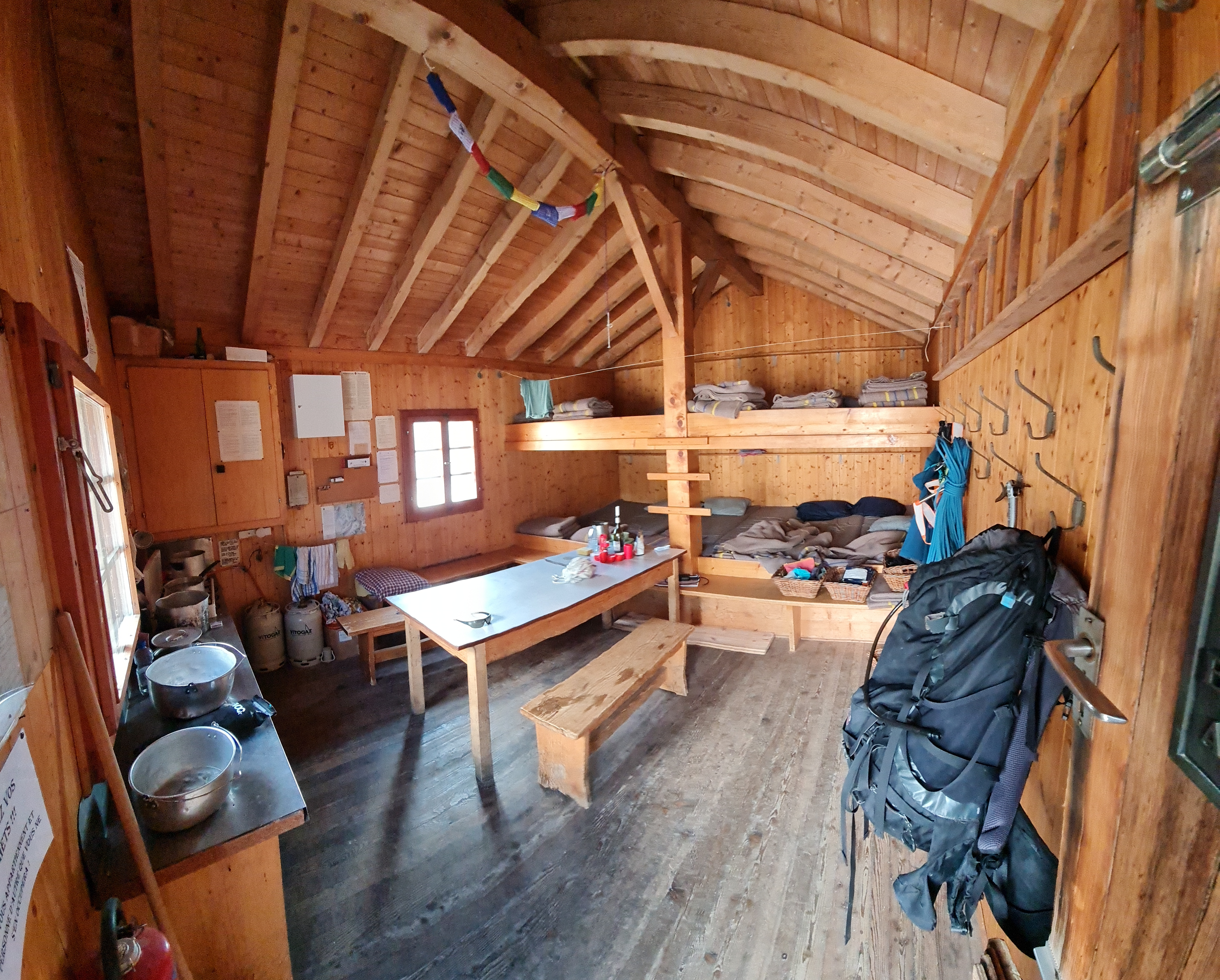
Innenansicht des Bivouac de l’Aiguillette à la Singla.
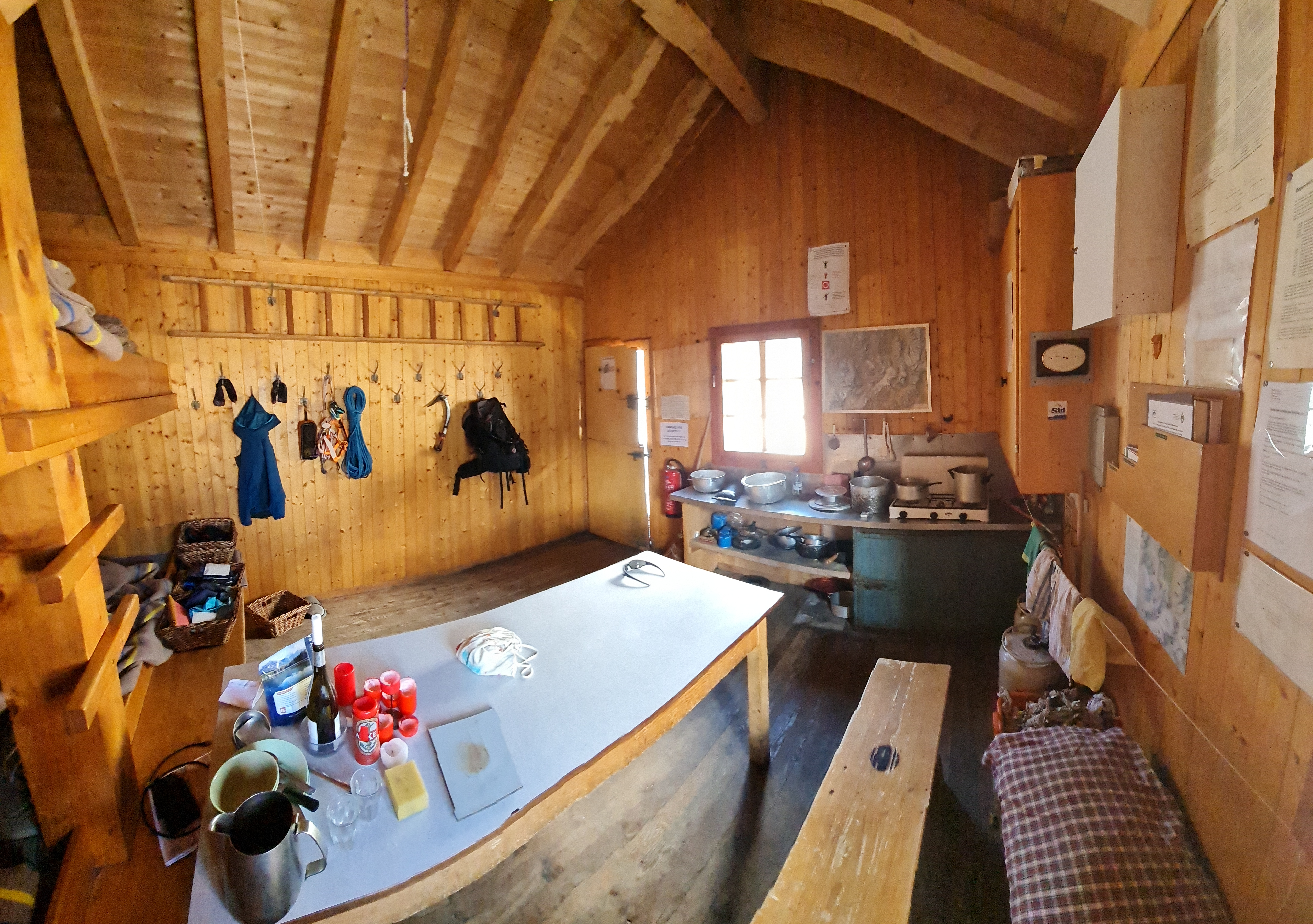
Innenansicht des Bivouac de l’Aiguillette à la Singla.